# SpaceX CRS-1
SpaceX CRS-1, també conegut com a SpX-1, va ser el tercer vol per la nau espacial de subministrament no tripulada Dragon de SpaceX, el quart vol oficial del coet de dos etapes Falcon 9 en versió 1.1, i la primera missió operacional de SpaceX contractada per la NASA sota un contracte de Commercial Resupply Services. El llançament va tenir lloc el 7 d'octubre de 2012 a les 20:34 EDT (8 d'octubre de 2012 a les 00:34 UTC).

## Història
En el maig de 2012, es va informar que el CRS-1 Falcon 9 havia estat transportat a Cap Canaveral. El CRS-1 Dragon va arribar més tard en el 14 d'agost de 2012. En el 31 d'agost de 2012, es va realitzar un wet dress rehearsal, una prova dels sistemes del coet, amb el CRS-1 Falcon 9, i en el 29 de setembre es va completar una prova de foc estàtica; ambdues d'aquestes proves es van completar sense la càpsula Dragon acoblada al tram del vehicle de llançament. La missió va passar la seva Launch Readiness Review en el 5 d'octubre de 2012.
El llançament va tenir lloc el 8 d'octubre de 2012 (UTC) i va col·locar amb èxit la nau Dragon en una òrbita adequada per arribar a l'Estació Espacial Internacional amb el subministrament de la càrrega útil uns dies després. Durant el llançament, un dels nou motors va patir una sobtada pèrdua de pressió d'uns 80 segons en ple vol, i es va parar immediatament del motor on es va produir; les restes podrien ser viste sal vídeo telescòpic de la nit del llançament. Els vuit motors restants van funcionar per un període més llarg i el programari de control de vol va ajustar la trajectòria per col·locar el Dragon en una òrbita gairebé perfecte.

## Pla de la missió
Les dates s'enumeren en UTC.

### Primer dia de vol, llançament (8 d'octubre)

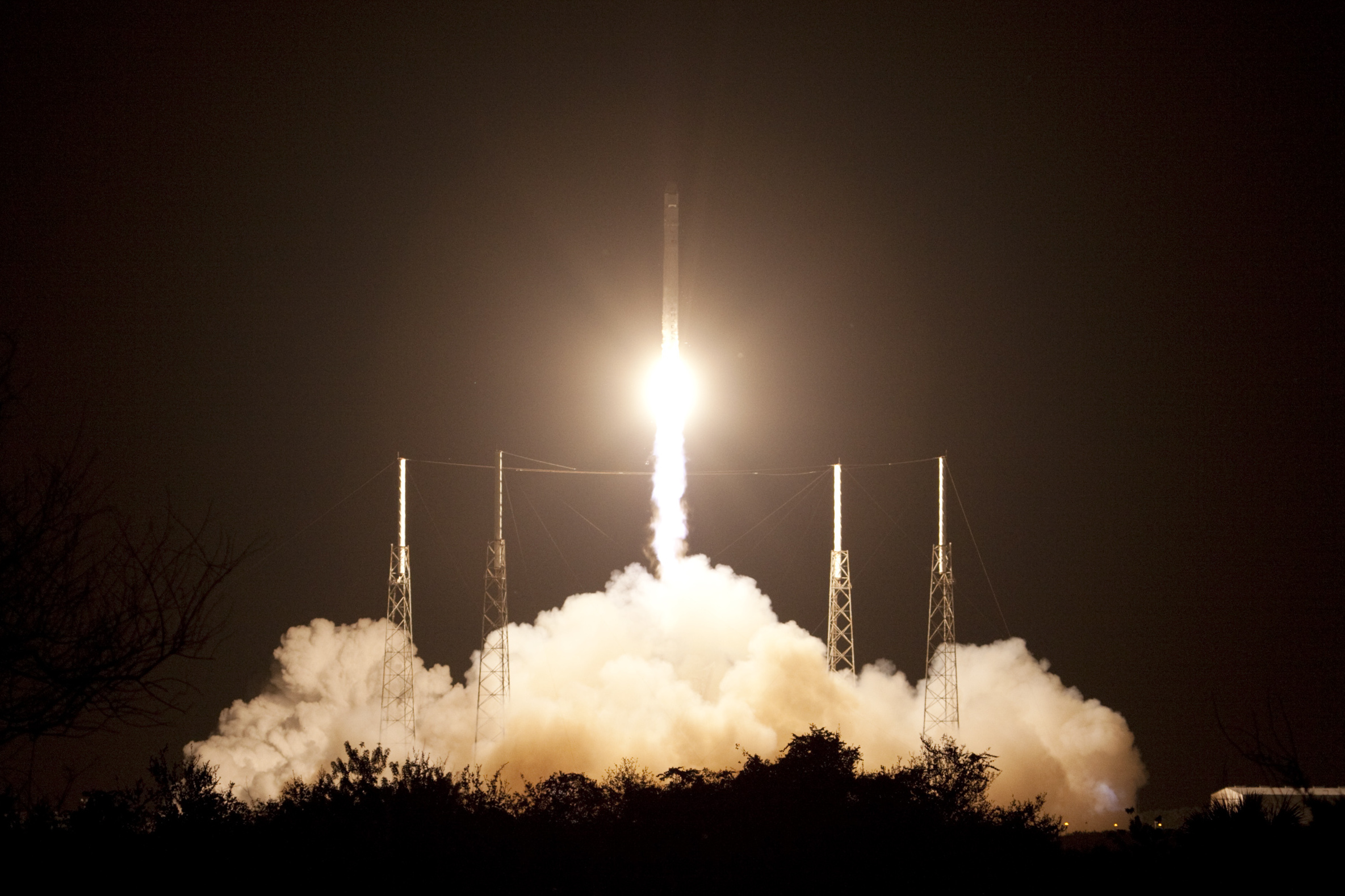
El SpaceX CRS-1 Falcon 9 es llança en el 8 d'octubre de 2012.

El pla de la missió, va ser publicada per la NASA abans que hi tingués lloc, es va citar que el Falcon 9 arribaria a una velocitat supersònica en un minut, 10 segons després de l'enlairament, i passar a través de la zona de pressió aerodinàmica màxima, "max Q"--el punt quan la tensió mecànica és causada per la combinació de la velocitat del coet i la resistència creada per l'atmosfera terrestre--10 segons més tard. El pla establia que dos dels motors de la primera etapa s'apagarien per reduir l'acceleració del coet en aproximadament 2 minuts 30 segons en el vol, quan el Falcon 9 nominalment seria a 90 quilòmetres d'altura i viatjant a 10 vegades la velocitat del so. Els motors restants van ser programats per apagar-se poc després—un esdeveniment conegut com el main-engine cutoff (MECO), parada del motor principal. Cinc segons després del MECO, la primera i la segona etapa se separen. Set segons més tard, la segona etapa d'un sol motor Merlin buit es va programar per encendre's durant 6 minuts i 14 segons per col·locar el Dragon en òrbita terrestre baixa. Quaranta segons després de l'encesa de la segona etapa, seria expulsat el con protector del Dragon, que abasta el mecanisme d'atracada de la nau. En 9 minuts i 14 segons després del llançament, el motor de la segona etapa va ser programat per separar-se, també anomenat cut off (SECO). Trenta-cinc segons més tard, el Dragon se separaria del segon tram del Falcon 9 i arribaria a la seva òrbita preliminar. El Dragon que, segons el pla, i després desplegaria els seus panells solars i obriria la porta de la badia del guidance and navigation control (GNC), control de navegació i guiatge, que conté els sensors necessaris per a l'acoblament en connectar el Dragon.

### Dia 2 de vol (9 d'octubre)
El pla de la missió de la nau espacial Dragon inclou realitzar un empenyiment coel·líptic que el col·locaria en una òrbita coel·líptica circular.

### Dia 3 de vol (10 d'octubre)

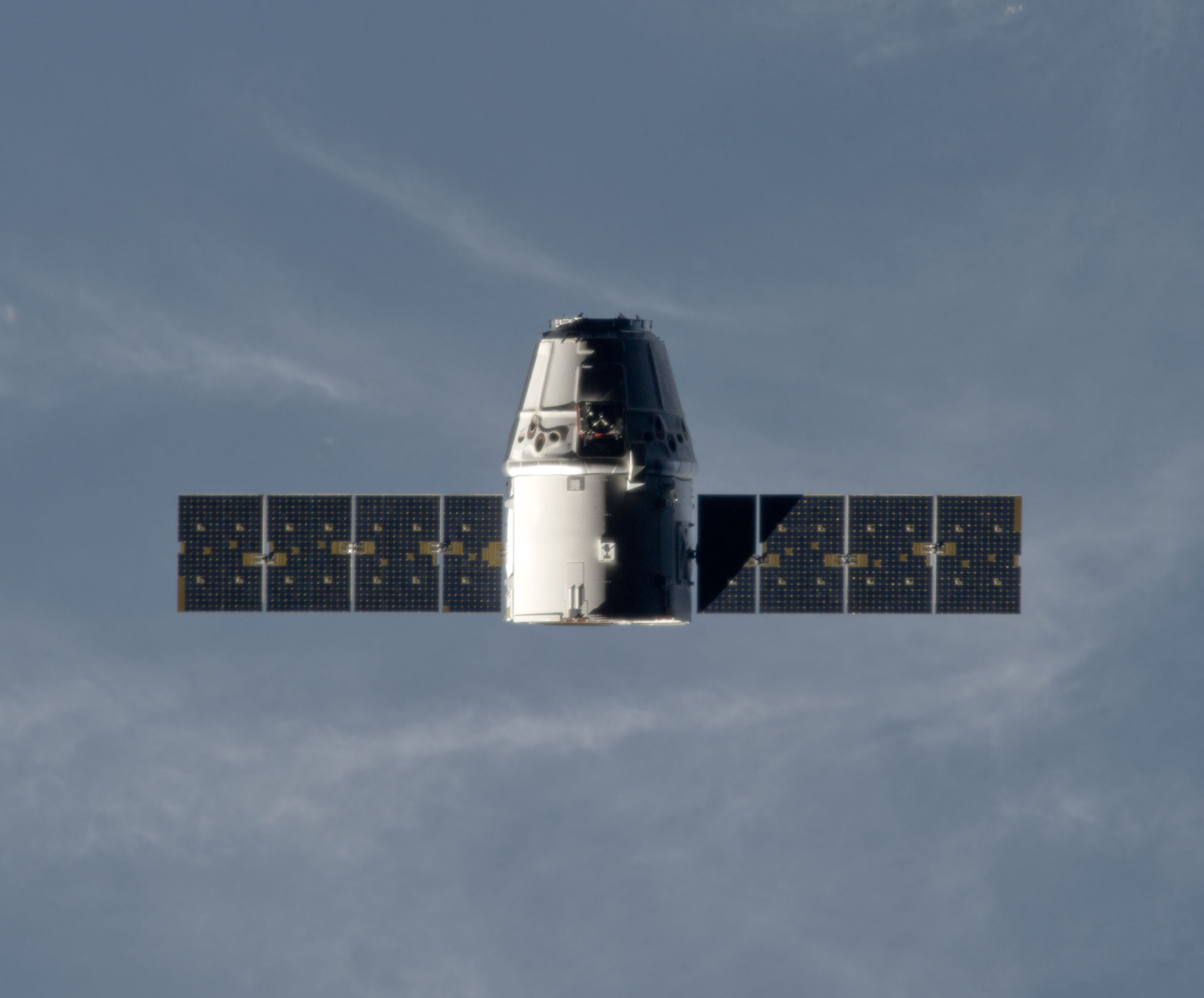
La SpaceX CRS-1 Dragon acostant-se a la ISS

Quan el Dragon va seguir l'Estació Espacial Internacional, la nau va establir una comunicació en UHF utilitzant la seva COTS ultrahigh-frequency Communication unit (CUCU). També, utilitzant el crew command panel (CCP) a bord de l'estació, la tripulació va seguir l'aproximació. La possibilitat de la tripulació per enviar ordres al Dragon és important durant les fases d'encontre i acoblament de la missió.
Durant l'acostament final a l'estació, i va haver la decisió del Control de la Missió a Houston i l'equip de SpaceX a Hawthorne per permetre al Dragon realitzar una altra encesa del motor per fer acostar 250 metres de l'estació. En aquesta distància, el Dragon va començar a utilitzar els seus sistemes d'orientació de curta distància, compostos pel LIDAR i sensors tèrmics. Aquests sistemes van confirmar la posició i velocitat del Dragon amb precisió comparant la imatge del LIDAR que rep el Dragon contra els sensors tèrmics. L'equip de control de vol del Dragon a Hawthorne, amb ajuda de l'equip de control de vol de la NASA al International Space Station Flight Control Room del Johnson Space Center, van dirigir la nau espacial per acostar-se a l'estació des de la seva posició d'atracament. Després d'una altra decisió dels equips de Houston i Hawthorne, el Dragon se li va permetre entrar al keep-out sphere (KOS), una esfera imaginària traçada a 200 metres al voltant de l'estació que redueix el risc de col·lisió. El Dragon va procedir en arribar a 30 metres de l'estació i es va mantenir automàticament. Llavors el Dragon va procedir a una posició de 10 metres—al punt de captura. L'equip del Control de Missió de Houston va notificar a la tripulació que hauran de capturar el Dragon.
En aquest punt, l'astronauta de la tripulació de l'Expedició 33, Akihiko Hoshide de l'Agència d'Exploració Aeroespacial Japonesa va utilitzar el braç robòtic de 17,6 metres de l'estació, conegut com a Canadarm2, capturant la nau Dragon a les 10:56 UTC. Hoshide, amb l'ajuda del Comandant de l'Expedició 33 Sunita Williams de la NASA, va guiar el Dragon a la cara terrestre del mòdul Harmony de l'estació. Williams i Hoshide van intercanviar els llocs i Williams va atracar suaument el Dragon al Common Berthing Mechanism del Harmony a les 13:03 UTC.
L'obertura de l'escotilla entre el Dragon i el mòdul Harmony, que estava originalment programat fins a l'11 d'octubre, va tenir lloc a les 17:40 UTC.

### La resta de la missió (11 al 28 d'octubre)

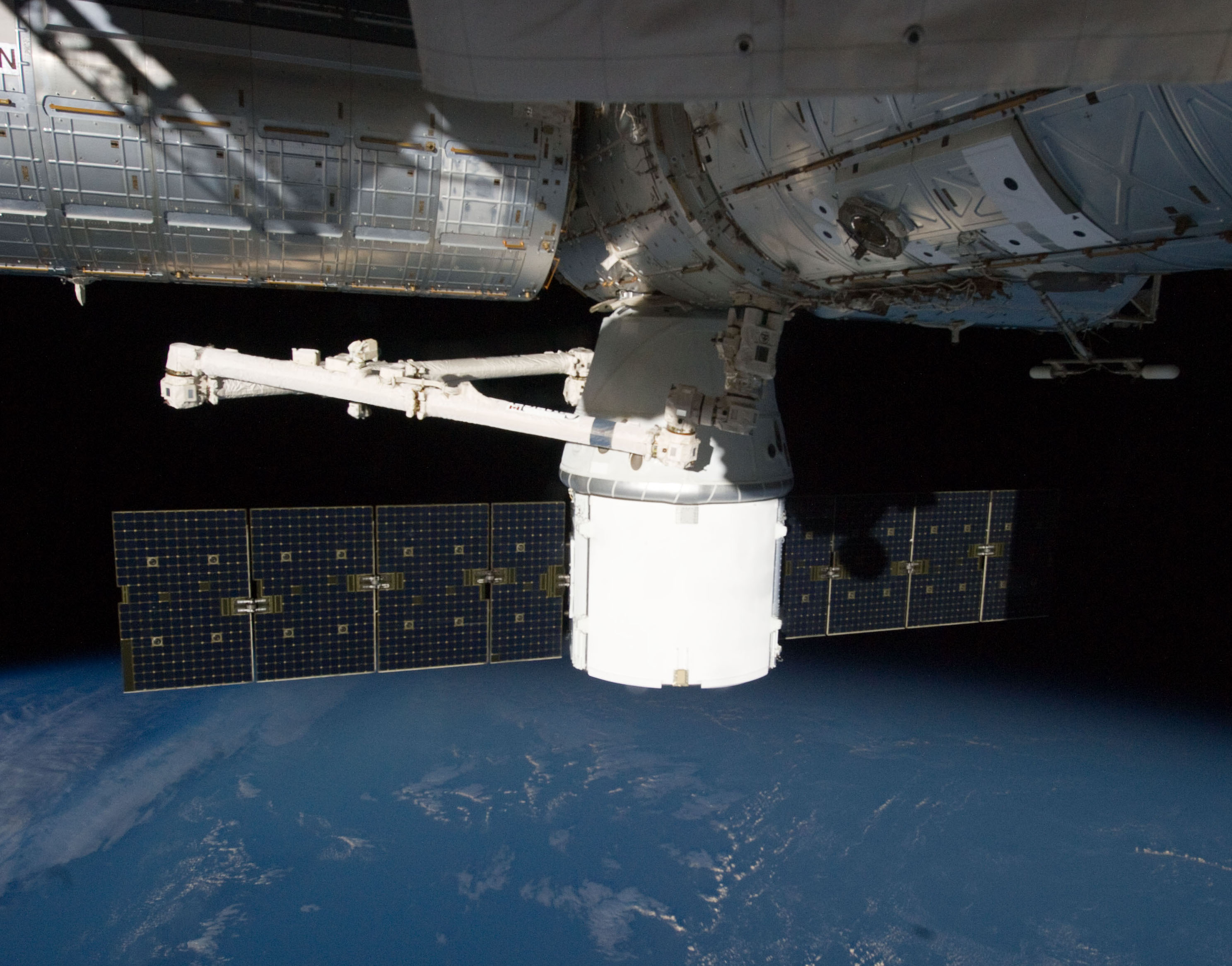
El Dragon vist des de la Cupola el 14 d'octubre de 2012.

Durant un període de dues setmanes i mitja, la tripulació de la ISS va descarregar la càrrega útil del Dragon i recarregat amb més continguts per a la tornada a la Terra.
Després de finalitzar la seva missió al laboratori orbital, el recent arribat Enginyer de Vol de l'Expedició 33 Kevin Ford va utilitzar el braç robòtic Canadarm2 per enlairar el Dragon des del Harmony, el va maniobrar cap a fora en 15 metres (50-foot) del punt de desenganxament, i va i alliberar el vehicle. El Dragon llavors va realitzar una sèrie de tres enceses del motor per posar-lo en trajectòria de l'estació. Aproximadament sis hores després, el Dragon va sortir de l'estació, es va dur a terme una encesa de motor per realitzar la sortida d'òrbita, que es va perllongar fins a 10 minuts. La secció del Dragon, que contenia els seus panells solars, va ser expulsada.

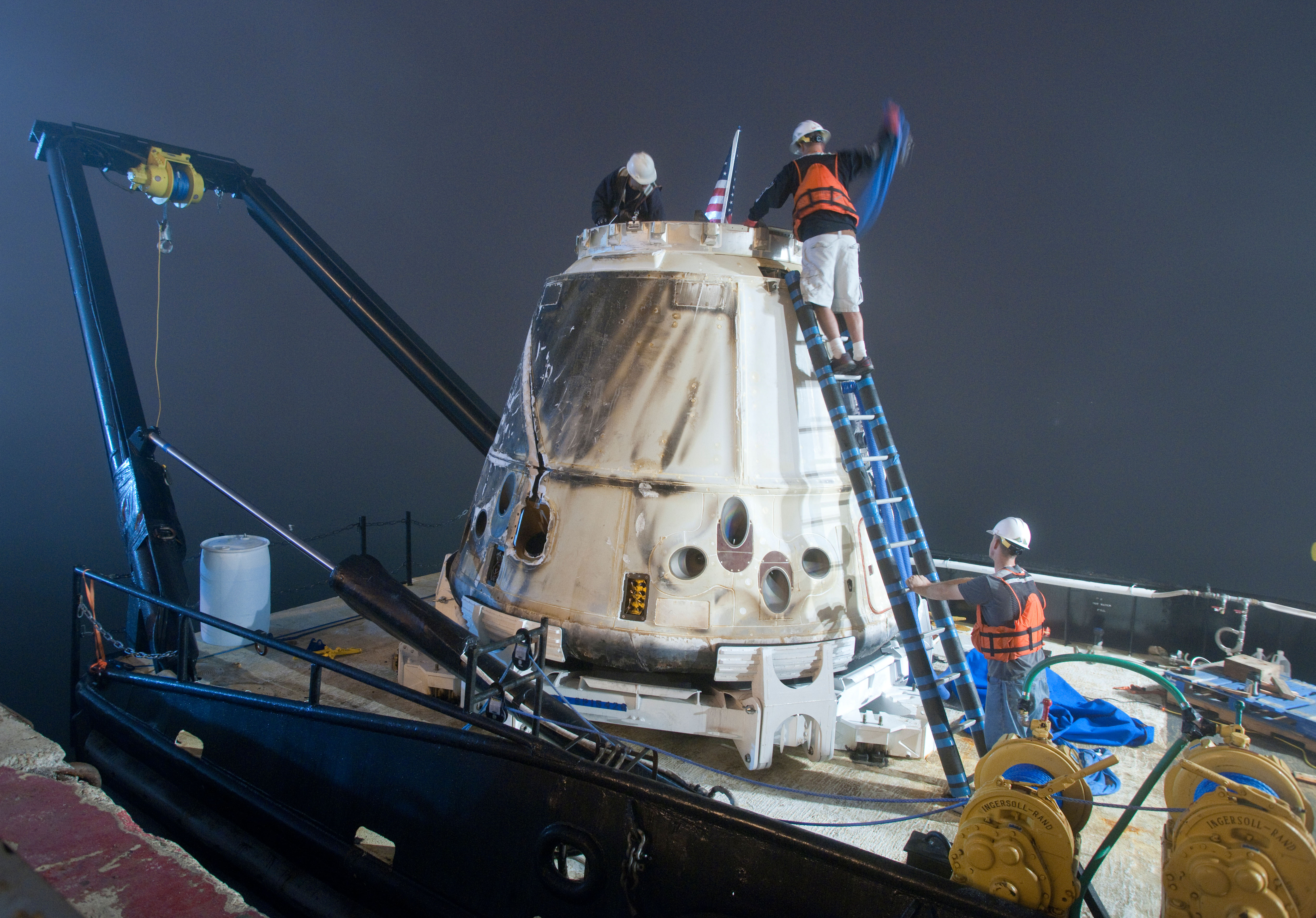
La càpsula SpX-1 en el port marítim en el 30 d'octubre de 2012.

L'aterratge va ser controlat per l'encesa automàtica dels seus motors Draco durant la reentrada. En una acurada seqüència dels temps dels esdeveniments, es van desplegar dos paracaigudes de frenada a una altitud de 13.700 m per estabilitzar i reduir la velocitat de la nau. El desplegament total dels paracaigudes va desencadenar l'alliberament dels tres paracaigudes principals, cadascun de 35 metres de diàmetre, al voltant dels 3000 m. Mentre que els paracaigudes es van separar de la nau espacial, els paracaigudes principals van alentir el descens de la nau espacial a d'aproximadament 4,8 a 5,4 metres per segon. Sempre que el Dragon perdés un dels seus paracaigudes principals, els dos paracaigudes restants encara permetrien un aterratge segur. Es va preveure que la càpsula Dragon amarés en l'Oceà Pacífic, a 450 km de la costa al sud de Califòrnia. SpaceX va utilitzar un vaixell de 30 metres equipat amb una grua d'articulada, un vaixell tripulat de 27 m per operacions de telemetria, i dos vaixells inflables de casc rígid de 7,3 m per realitzar operacions de recuperació. A bord hi ha aproximadament una dotzena d'enginyers i tècnics de SpaceX com també un equip de busseig de quatre membres. Un cop la càpsula Dragon cau al mar, l'equip de recuperació assegura el vehicle i després el col·loca a la coberta per al viatge de tornada a la costa.
Els tècnics de SpaceX van obrir l'escotilla lateral del vehicle i recuperar els elements crítics per temps. Els elements crítics de càrrega foren col·locats en un vaixell ràpid per al viatge de 450 km cap a Califòrnia pel retorn eventual a la NASA que després s'encarregaran de la càrrega científica i realitzar una anàlisi de les mostres. La resta de la càrrega fou descarregada una vegada la càpsula Dragon arriba a les instal·lacions de proves de SpaceX a McGregor, Texas.

## Càrrega útil

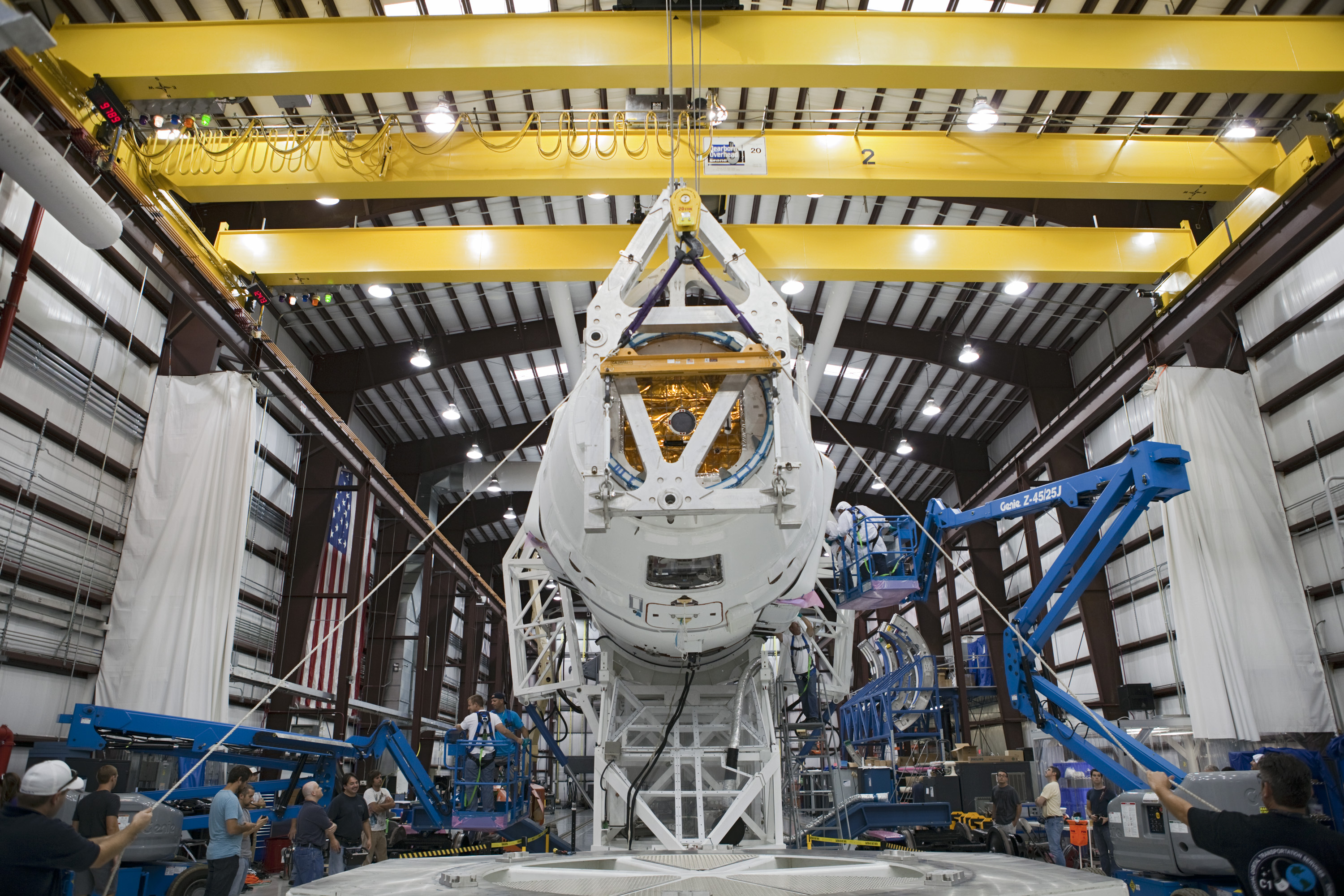
El Dragon es prepara per al vol de la missió CRS-1

### Càrrega útil primària
Quan es va llançar el CRS-1 Dragon, la càrrega de la càpsula pesava 905 kg amb els subministraments, 400 kg sense empaquetar. Això va incloure 120 kg de subministraments de la tripulació, 180 kg de materials crítics per donar suport a 166 experiments a bord de l'estació i 66 nous experiments, com també 105 kg de maquinari per a l'estació com també altres objectes.
El Dragon va tornar amb 905 kg de subministraments, 759 kg sense empaquetar. Això va incloure 74 kg de subministraments de la tripulació, 393 kg experiments científics i el seu maquinari, 235 kg de maquinari de l'estació espacial, 31 kg d'equip de vestits espacials i 25 kg d'altres objectes.

### Càrrega útil secundària
Des de fa alguns mesos abans de la posada en marxa, un prototip de la segona generació del satèl·lit Orbcomm de 150 kg estava programat per ser llançat com a càrrega útil secundària des del segon tram del Falcon 9.
Encara que la càrrega secundària va arribar a l'òrbita del Dragon, una anomalia del motor en un dels nou motors del primer tram del Falcon 9 durant l'ascens va resultar en una parada automàtica del motor i una durada d'encesa més llarga dels vuit motors restants del primer tram per completar la inserció orbital mentre que posteriorment es va augmentar l'ús de propel·lent nominal de la missió.
El contractista de la càrrega útil primària, la NASA, requeria una major probabilitat del-99% estimada de l'etapa de qualsevol càrrega útil secundària en una inclinació orbital similar a l'Estació Espacial Internacional assolint el seu objectiu d'altitud orbital sobre l'estació. A causa de l'error del motor, el Falcon 9 va utilitzar més propergol del previst, el que redueix l'estimació de la probabilitat d'èxit d'aproximadament al 95%. A causa d'això, la segona etapa no es va intentar una segona encesa, i el Orbcomm-G2 es va deixar en una òrbita inutilitzable i es va cremar en l'atmosfera de la Terra en 4 dies després del llançament.
Tan SpaceX com Orbcomm estaven al corrent, abans de la missió, de l'alt risc que la càrrega secundària del satèl·lit podria romandre en menor altitud de l'òrbita d'inserció del Dragon, i que el risc que Orbcomm acordés prendre el cost molt més baix de llançament per a una càrrega útil secundària.

## Intents de llançament
| Intent | Programat               | Resultat                                                          | Gir | Raó | Punt de decisió | Clima (%) | Notes |
| ------ | ----------------------- | ----------------------------------------------------------------- | --- | --- | --------------- | --------- | --- |
| 1      | 8 oct 2012, 12:34:07 am | Èxit parcial: èxit de la càrrega primària, error de la secundària | --- |     |                 | 80        | En un minut i 19 segons després del llançament, el Motor 1 va perdre la pressió i va ser ordenat a apagar-se. A causa de l'error de motor de la primera etapa, els protocols de seguretat pel reencontre amb la ISS van impedir que la càrrega secundària contenint un satèl·lit Orbcomm fos col·locat en l'òrbita correcta. |

## Anomalia en el motor del Falcon 9
Durant l'ascens, va tenir lloc una anomalia en el motor en un dels nou del primer tram del Falcon 9. SpaceX ha destacat des de fa anys que el primer tram del Falcon 9 està dissenyat per una capacitat de "error de motor", amb la possibilitat de parar un o més motors que funcionin amb problemes i mantenir un ascens directe amb èxit.
En l'esdeveniment, el primer tram del SpaceX CRS-1 va aturar el motor núm. 1, i com a resultar es va continuar de manera més l'empenyiment del primer tram en els vuit motors restants reduint l'impuls de la nau Dragon en la seva òrbita. Encara no desitjat, aquesta va ser la primera demostració en vol del disseny de "error de motor" del Falcon 9,
i "ofereix una clara demostració de la capacitat del motor."
En resposta a l'anomalia, de manera conjunta entre la NASA i SpaceX van realitzar el CRS-1 Post-Flight Investigation Board.
La informació preliminar de la junta de revisió posterior al vol indica que la cúpula de combustible del motor núm 1, per sobre de la tovera, es va trencar però no va explotar. El combustible, que va sortir abans que el motor s'apagués va causar una ruptura, com es veu en les gravacions de vídeo del vol.

## Galeria

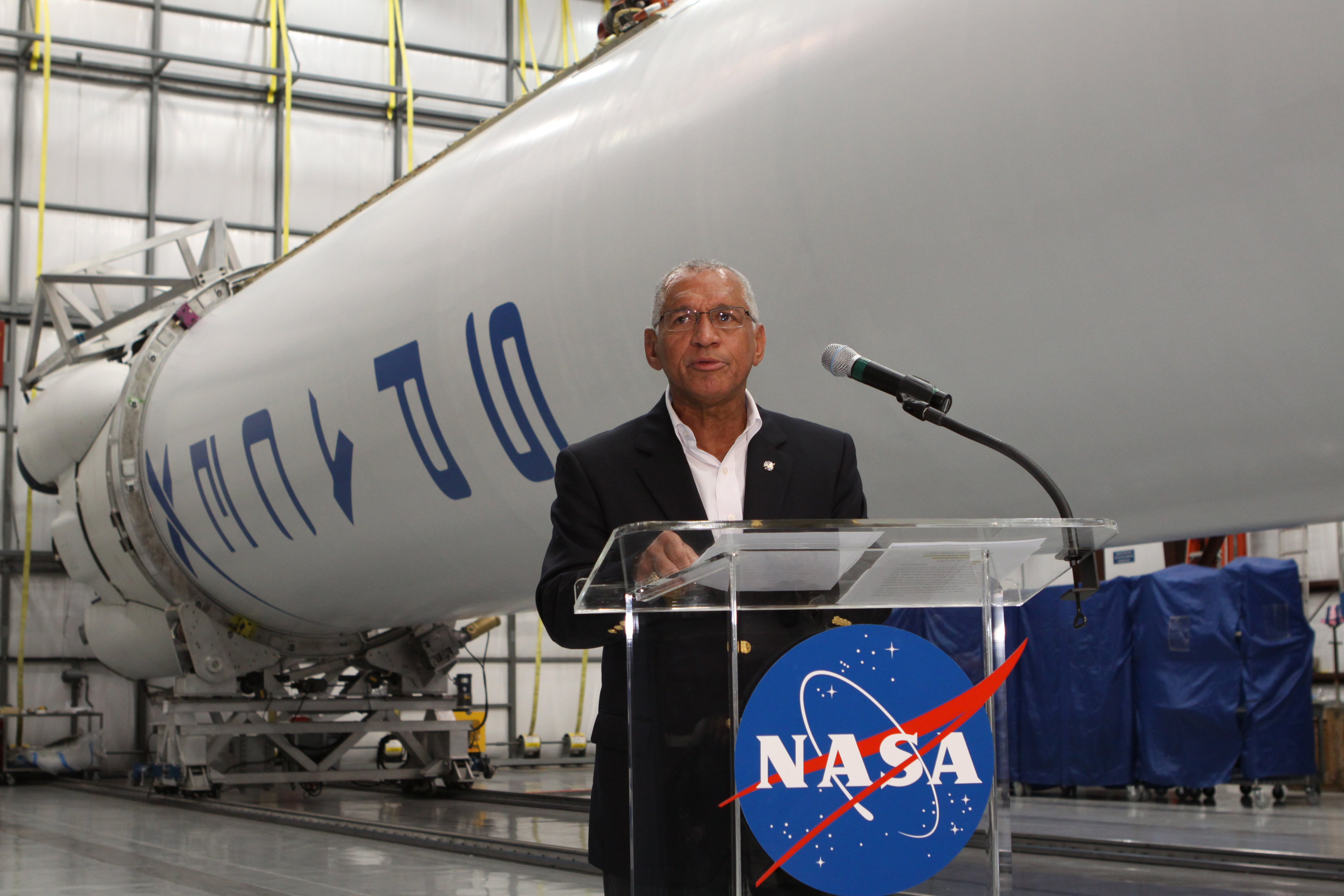
Administrador de la NASA, Charles Bolden i el SpaceX CRS-1 Falcon 9 el 23 d'agost de 2012.
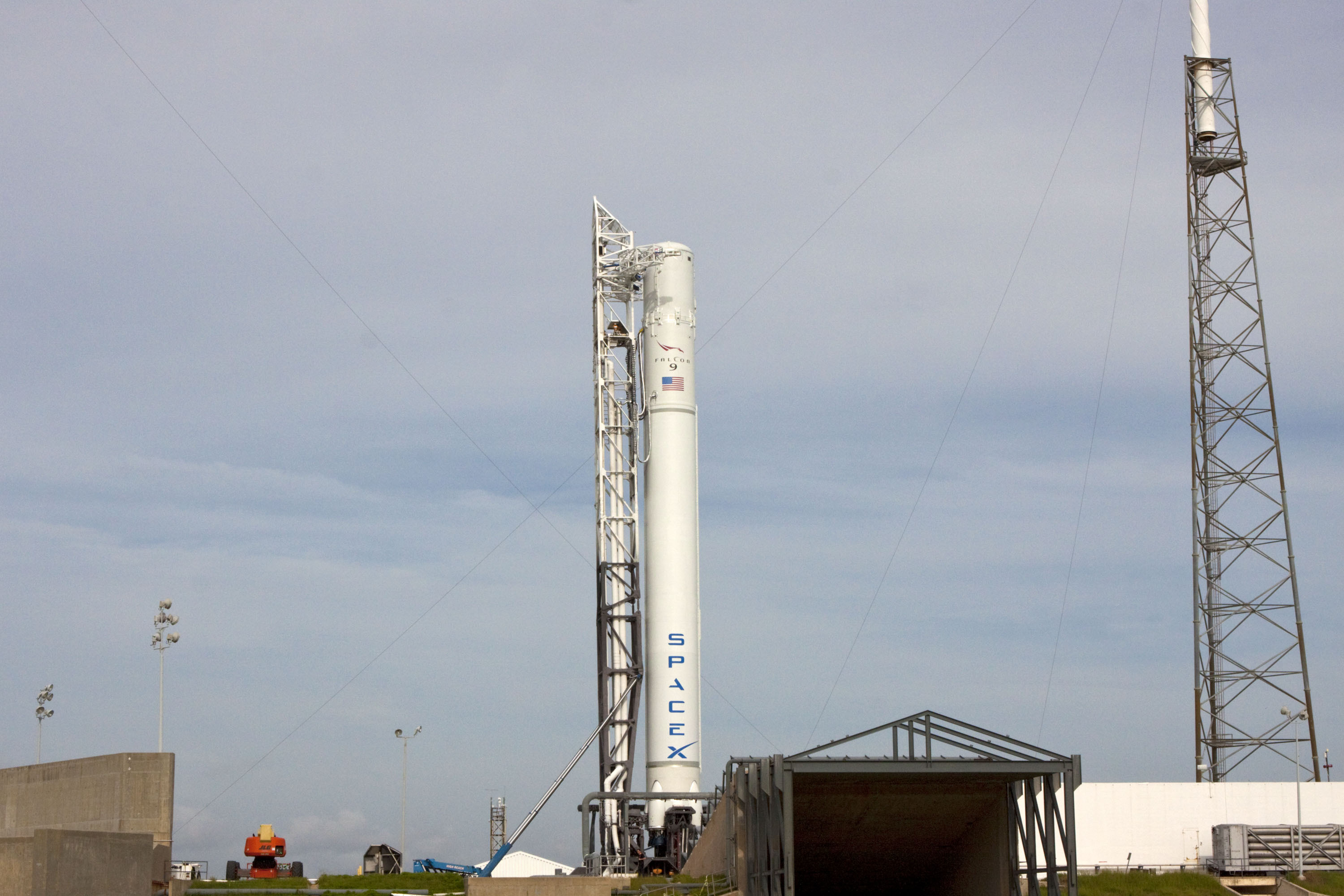
El Falcon 9 (sense el Dragon) el 31 d'agost de 2012, el dia del Wet Dress Rehearsal.
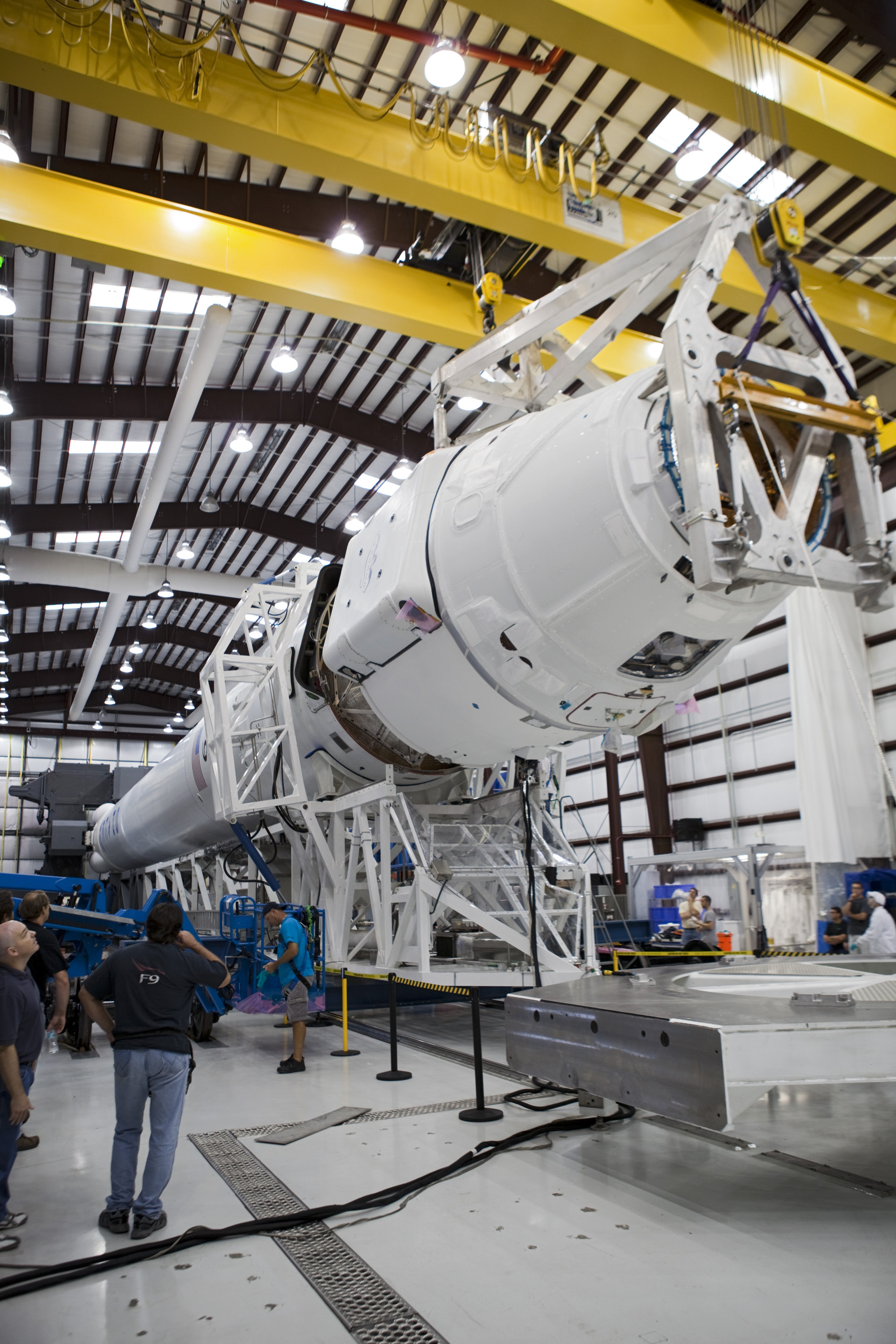
La nau Dragon integrat en el Falcon 9 el 30 de setembre de 2012.
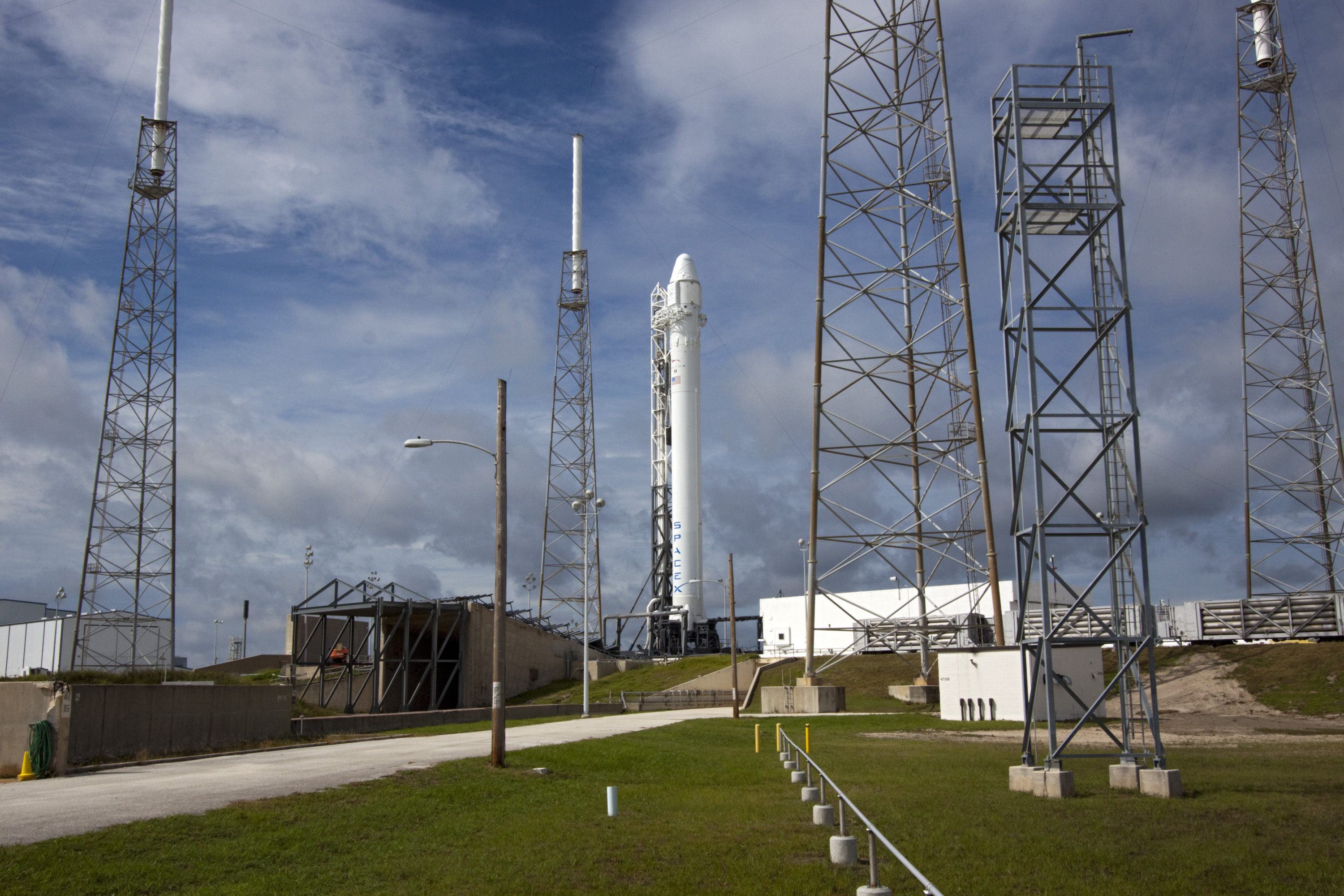
El Dragon i el Falcon 9 erigits en la plataforma de llançament en el 2 d'octubre de 2012 durant una demostració de desplegament.